# Aurila cicatricosa
Aurila cicatricosa is een mosselkreeftjessoort uit de familie van de Hemicytheridae. De wetenschappelijke naam van de soort is voor het eerst geldig gepubliceerd in 1850 door Reuss.